# 南高史地研究會
南高史地研究會，1920年5月13日成立於南京高等師範學校，1921年，國立東南大學建立，改稱「南高東大史地研究會」；1923年，南高併入東大後改稱「東南大學史地研究會」，通常統稱為「南高史地研究會」。《史地學報》是南高史地研究會創辦的著名學術刊物。
學界亦以此為學派稱為「南高史地學派」。，但有學者認為南高史地學會為學術組織，為非專持某種主張的派别。南高史地學派是南高學派的重要代表，南高學人的《史地學報》、《文哲學報》、《學衡》，以及其他雜誌如《民心週報》、《經世報》、《亞洲學術雜誌》、《湘君》等，是當時北大《新青年》新文化運動等的主要批評者。南高史地學會成員和學衡派、國風社有密切關係。南高史地學人是學衡派的重要構成者，柳詒徵、繆鳳林等均為《學衡》雜誌的重要撰稿人。

## 起源

### 地学研究会
史地研究會的前身是1919年10月1日成立的南京高師地學研究會，當時的南高並沒有史地學部，因此學生有了增設地學會的想法，並得到了柳詒徵和童季通兩位老師的支持和協助，龔勵之為總幹事。1920年1月19日，地學會換屆選舉後由諸葛麒擔任。5月13日開會，“初會員鑑於地學與史學，似不宜偏此忽彼”，並提交大會討論，決定改地學會為史地研究會，通過簡章。史地研究會以“研究史學、地學為宗旨”，“凡本校史學系、地學系或其他各科系同學有志研究史地者”及“本校畢業同學願入會者”皆可成為會員。

### 《史地學報》
《史地學報》 於1920年創刊，初為季刊，自二卷二期始改月刊，寒暑假無。1921年7月，《史地學報》第一期集稿完成，寄往上海商務印書館，但商務印書館因印刷業務繁冗，至該年11月方始出版。1925年時一度中斷，至1926年10月後停刊，共出版4卷21期。《史地學報》為南高史地學會之機關刊物。除此之外，南高史地學人在不同時期還主辦過《史學與地學》、《地理學雜誌》、《方志月刊》、《史學雜誌》、《國風》、《史地雜誌》等刊物。南高史地學人也是《學衡》雜誌的重要作者群。
歷任總編輯/編輯主任：張其昀、陳訓慈、繆鳳林、陸維釗。

## 中國史地學會、中國史學會
1926年，柳詒徵、竺可楨、繆鳳林、陳訓慈、張其昀、鄭鶴聲、劉掞藜、范希曾、向達、黃靜淵、胡煥庸、陸鴻圖等人在南京發起成立中國史地學會，同年創刊《史學與地學》雜誌。
1929年1月，組織成立南京中國史學會，3月創刊《史學雜誌》。南高學人陳訓慈、張其昀、繆鳳林等人先後推動在杭州成立了浙江中華史地學會、在上海成立了吳越史地研究會。1933年，竺可楨、張其昀和翁文灝等人發起在南京成立了中國地理學會。
1943年3月24日，中国史学会成立大会在國立中央圖書館举行，顾颉刚、傅斯年、方豪、雷海宗、缪凤林、陈训慈、张其昀、郑鹤声、卫聚贤、吴其昌等120余人到会，顾颉刚担任大会主席，并致开幕词，大会通过了《中国史学会会章》，选举了理事和监事，其中理事21人。1943年3月26日，中国史学会第一次理监事联席会议召开，顾颉刚、傅斯年、朱希祖、缪凤林和陈训慈等9人被选为常务理事。

## 思想
史地學派與以往的史學不同，首先區分客觀發生的歷史和對歷史的敘述的差別，即認為歷史不等於史書。繆鳳林就有“乃組織成書之歷史，而非歷史之本體；乃歷史之歷史，而非歷史之真象也。然則歷史之真象究為何乎？曰演進與活動而已。”的判斷。劉掞藜也說：“史也者，所記人或人類活動——思想言辭行事——之跡也。”
對歷史系的功用的認識，既有與傳統史學功能相似之處，也迥異於傳統史家。繆鳳林認為，研究歷史的意義在於以古借鏡，乘訓鑑戒。陳訓慈指出歷史應是最普遍的學識，與社會息息相關，通過歷史影響人們的生活。從上述兩人的觀點就可以看出史地學派對於歷史教育作用的重視。徐則陵說：“史也者，研究個己求生適應之過程。”陳訓慈和張其昀對徐的說法做了進一步的解釋，認為歷史研究和民族主義、民族文化有相當的關聯。

## 人物
歷任總幹事：諸葛麒、陳訓慈、胡煥庸、向達。
指導員：柳詒徵、竺可楨、梁啟超、徐則陵、白眉初、王毓湘、陳衡哲、顧泰來、朱進之、蕭純錦、曾膺聯、杜景輝等。
南高史地研究會，除指導員多學界翹楚外，其成員及弟子對中國歷史學、地理學等方面的發展貢獻極巨，湧現出了多位中國現代歷史、地理諸多學術領域的奠基者、開拓者，如張其昀、胡煥庸、鄭鶴聲、王庸等等。

### 引用
1. 1 2 3 4  吴忠良. . 福建论坛（人文社会科学版）. 2005, (2): 61-66. ISSN 1000-8659. doi:10.3969/j.issn.1671-8402.2005.02.012. CNKI FJLW200502011&.
2. 1 2  吴忠良 2006.

### 书目
- 吴忠良. . 华龄出版社. 2006-12. ISBN 7-80178-424-3.
- 陈宝云. . 安徽教育出版社. 2010-04. ISBN 978-7-5336-5159-6.